# Carlo Bertinazzi

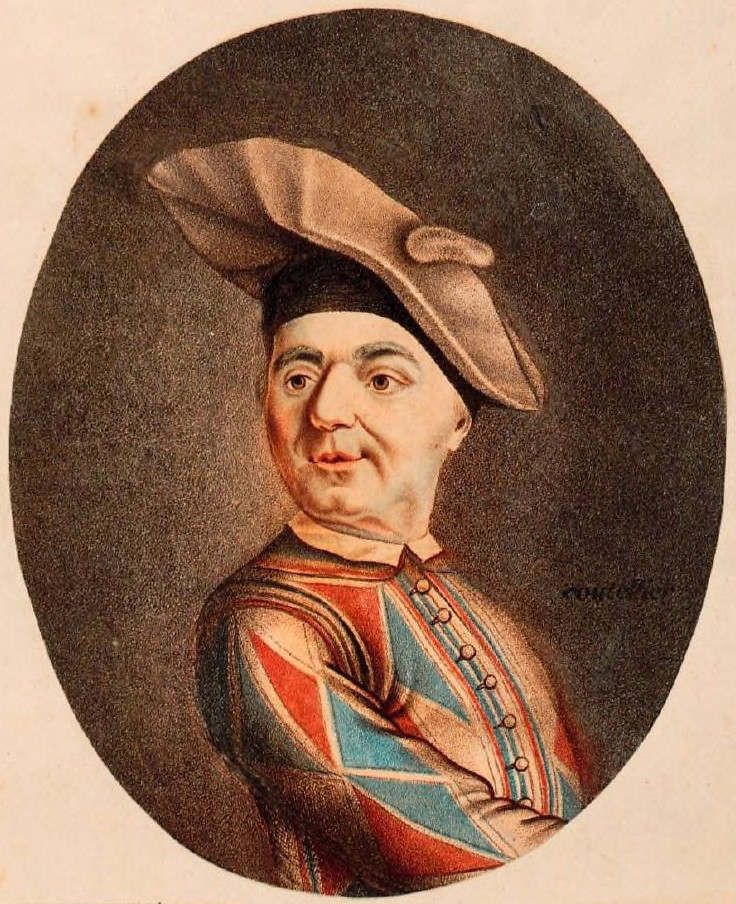
Carlo Antonio Bertinazzi

Carlo Antonio Bertinazzi, född 2 december 1710, död 6 september 1783, var en italiensk skådespelare.
Bertinazzi spelade från 1742 under namnet Carlinio med stor framgång harlekinader i Paris. Han var ytterst populär och kallades den siste Arlecchino. 
I ett antal sydeuropeiska språk benämns hundrasen mops carlino (med varianter) efter Bertinazzi. Bertinazzis Harlequin bar svart mask, och likheten med hundrasens svarta ansiktsmask gjorde att hunden på franska gavs namnet carlin.